# Alan Oakes
Pour les articles homonymes, voir Oakes.
Alan Arthur Oakes (7 septembre 1942 à Winsford, Angleterre) est un ancien footballeur et entraîneur anglais. Il est le recordman du nombre de matchs joués avec Manchester City.

## Carrière

### Manchester City
Alan Oakes signe un contrat amateur à Manchester City en 1958, à l'âge de quinze ans. Il devient professionnel l'année suivante. Il fait ses débuts le 14 novembre 1959 contre Chelsea (1/1). Au cours de sa longue carrière à Manchester, il remporte de nombreux trophées parmi lesquels le championnat d'Angleterre, (1967-1968), la coupe d'Angleterre (1969), la League Cup (1970, 1976) et la Coupe des Coupes (1970).
Il dispute son dernier match avec Manchester City 4 mai 1976 contre l'éternel rival de Manchester United. 
Oakes était réputé pour son professionnalisme, Bill Shankly disait de lui qu'il était le genre de joueur à prendre en modèle pour les jeunes footballers. 

### Chester City
Après 17 années passées à Manchester City, Oakes rejoint Chester City à l'été 1976. Il y reste pendant six saisons en tant que joueur/manager.

## Palmarès
Manchester City (joueur)
- Coupe des Coupes : 1970
- Championnat d'Angleterre : 1967-1968
- Championnat d'Angleterre de seconde division : 1965-1966
- Coupe d'Angleterre (FA Cup) : 1969
- League Cup : 1970, 1976
- Charity Shield : 1968, 1972

Chester City (joueur/entraîneur)
- Coupe Debenhams : 1977